# Monofurcoppia austroamericana
Monofurcoppia austroamericana är en kvalsterart som först beskrevs av Pérez-Íñigo och Sarasola 1995.  Monofurcoppia austroamericana ingår i släktet Monofurcoppia och familjen Astegistidae. Inga underarter finns listade i Catalogue of Life.